# Wawat

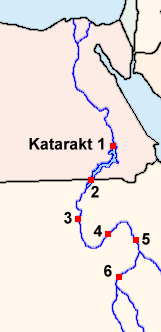
Mapa del Nilo. Entre la 1.ª y la 2.ª cataratas estaba Wawat, con la ciudad de Buhen en la segunda catarata.

Wawat fue una región de Nubia desde donde los egipcios se aprovisionaban de madera, sobre todo ébano, transportándola por el río Nilo mediante barcas, algunas de las cuales se construían allí mismo.
Situada entre la Primera y la Segunda Catarata, tiene grandes zonas de tierras fértiles. Las más fecundas son:
- La llanura de Dakka, en la desembocadura del uadi el-Allaqi,
- Toshka, al norte de Abu Simbel,
- La región sur.

En otras zonas solo hay arena y piedras.

## Buhen
El asentamiento de Buhen, en la Segunda Catarata, fue fundado por el faraón Seneferu de la cuarta dinastía, como puesto avanzado para proteger Nubia. Distintas inscripciones demuestran que estuvo habitado unos 200 años, hasta finales de la quinta dinastía.  
Fue utilizado de nuevo por Sesostris III (dinastía XII), que fundó una serie de fortalezas (a poca distancia una de otra, para que fueran visibles las señales) de las cuales Buhen era la más septentrional. Estos fuertes tenían como finalidad proteger las caravanas que transportaban la madera y otras mercancías. Fue conquistada por los kusitas durante la decimotercera dinastía y recuperada de nuevo por Ahmose.